# Chavela Vargas
Isabel "Chavela" (ibland även "Chabela") Vargas Lizano, född 17 april 1919 i San Joaquín de Flores i Heredia (Costa Rica), död 5 augusti 2012 i Cuernavaca i Morelos (Mexiko) var en mexikansk rancherasångare. 

## Biografi
Chavela Vargas rymde till Mexiko vid 14 års ålder och försörjde sig som gatumusikant. Under 1950-talet blev hon professionell musiker. Chavela Vargas förde ett hårt liv under 40-50-60-talen i Mexiko, och pendlade mellan alkoholismen och musikkarriären. 1963 kom hon ut med sitt första album och efter det gav hon ut sammanlagt 80 stycken.
Från slutet av 1970-talet drog hon sig delvis tillbaka på grund av alkoholproblem och genomförde endast sporadiska framträdanden. Ett försök till comeback misslyckades i slutet av 1980-talet, men när regissören Pedro Almodóvar erbjöd henne att göra filmmusiken till Höga klackar (Tacones lejanos) blev det ett genombrott för henne.
Känd för sitt manhaftiga sätt och maskulina klädstil, kom Chavela Vargas slutligen ut som lesbisk i colombiansk TV år 2000, 81 år gammal. Hennes homosexualitet var en illa dold hemlighet, hon hade bland annat en relation med Frida Kahlo. 2002 gjorde Chavela Vargas delar av filmmusiken till filmen Frida, som skildrar Frida Kahlos liv.

## Diskografi (urval)
- 1991 – Piensa en mí
- 1991 – Boleros
- 1995 – Sentimiento de México vol 1
- 1995 – De México y del Mundo
- 1995 – Le canta a México
- 1996 – Volver, volver
- 1996 – Dos
- 1996 – Grandes momentos
- 1999 – Coleccion de oro
- 2000 – Con la rondalla del amor de Saltillo
- 2000 – Para perder la cabeza
- 2000 – Las 15 grandes de Chavela Vargas
- 2002 – Grandes éxitos
- 2002 – Para toda la vida
- 2002 – Discografia básica
- 2004 – Antología
- 2004 – Somos
- 2004 – Macorina
- 2004 – En Carnegie Hall
- 2004 – La Llorona

## Utmärkelser
- Storkorset av Spanska Isabella den katolskas orden, 13 oktober 2000.[10][11]